# Luipaardhaai
De luipaardhaai (Triakis semifasciata) is een middelgrote haai.

## Kenmerken
Deze haai ontleent zijn naam aan de bruine, donker gerande vlekken op zijn lichtbruine lichaam, vooral op de flanken en de vinnen. De haai heeft krachtige kaken en smalle, scherpe tanden. De lichaamslengte bedraagt maximaal 210 cm en het gewicht tot 32 kg.

## Leefwijze
Luipaardhaaien zijn zowel 's nachts als overdag actief en vangen verschillende soorten prooi, maar zijn vooral goed in het opsporen van dieren die deels onder het zand verborgen zijn. Die trekken ze met een snelle ruk uit hun schuilplaats. Voor mensen zijn ze ongevaarlijk. Zijn voedsel bestaat voornamelijk uit vis, inktvis en kreeftachtigen.

## Voortplanting
Zoals veel haaien is de luipaardhaai eierlevendbarend.

## Natuurlijke omgeving
De luipaardhaai komt voor langs de westkust van de Verenigde Staten in de noordoostelijke Grote Oceaan.

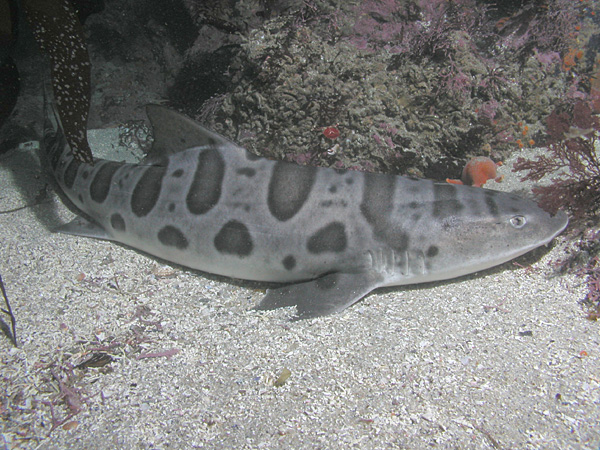
Luipaardhaai

## Synoniemen
- Mustelus felis

Scherpvinluipaardhaai (Triakis acutipinna) · Gespikkelde luipaardhaai (Triakis maculata) · Gevlekte luipaardhaai (Triakis megalopterus) · Bandluipaardhaai (Triakis scyllium) · Luipaardhaai (Triakis semifasciata )